# 녹색평론
《녹색평론》은 1991년 10월 창간된 격월간 잡지이다.

## 개요
녹색평론의 창간 목적은 사람과 사람, 사람과 자연 사이의 분열을 치유하고 공생적 문화가 유지될 수 있는 사회의 재건에 이바지하는 것이다. 생태의 관점에서 지속가능한 미래의 대안을 모색한다.

## 연혁
- 1991년 11~12월 창간호
- 2008년 5~6월 지령 100호 발간
- 2021년 11월 창간 30주년 기념호(통권 181호) 발간

## 발행인
김종철이 1991년 창간부터 그가 별세한 2020년 6월까지 발행인 겸 편집인으로 활동하였다. 2020년 6월 이후 김종철의 딸이자 2008년경부터 편집장을 맡아온 김정현이 발행인도 겸하고 있다. 

## 편집자문위원
- 강수돌
- 강양구
- 박병상
- 박용남
- 박혜영
- 송기호
- 윤병선
- 이계삼
- 이문재
- 천규석
- 하승수
- 황대권
- 이승렬
- 한승동